# 86 (getal)
86 (zesentachtig) is het natuurlijke getal volgend op 85 en voorafgaand aan 87.

## In de wiskunde
- Er is geen oplossing voor Eulers totiëntvergelijking φ(x) = 86, waarmee 86 een niettotiënt is.
- Zesentachtig is een getal uit de rij van Padovan.

## Overig
86 is ook:
- Het jaar A.D. 86 en 1986.
- Het atoomnummer van het scheikundig element radon (Rn).
- Het landnummer voor internationale telefoongesprekken naar China.